# 賈翽梧
賈翽梧（?—?），山东乐安人，清朝政治人物。举人出身。
光绪17年（1891年），擔任清朝遵义府婺川縣知縣。后由齊綬棋接任。